# Arunachali
L'Arunachali est une race de yack originaire de l'Arunachal Pradesh en Inde. Principalement élevée pour son lait et sa laine, la race est officiellement reconnue en 2018.

## Distribution

L'Arunachal Pradesh, aire de répartition de la race Arunachali.

Cette race est élevée entre 3 000 et 6 000 m d'altitude, dans les districts du Kameng occidental et de Tawang (état de l'Arunachal Pradesh), au nord-est de l'Inde,.

## Description

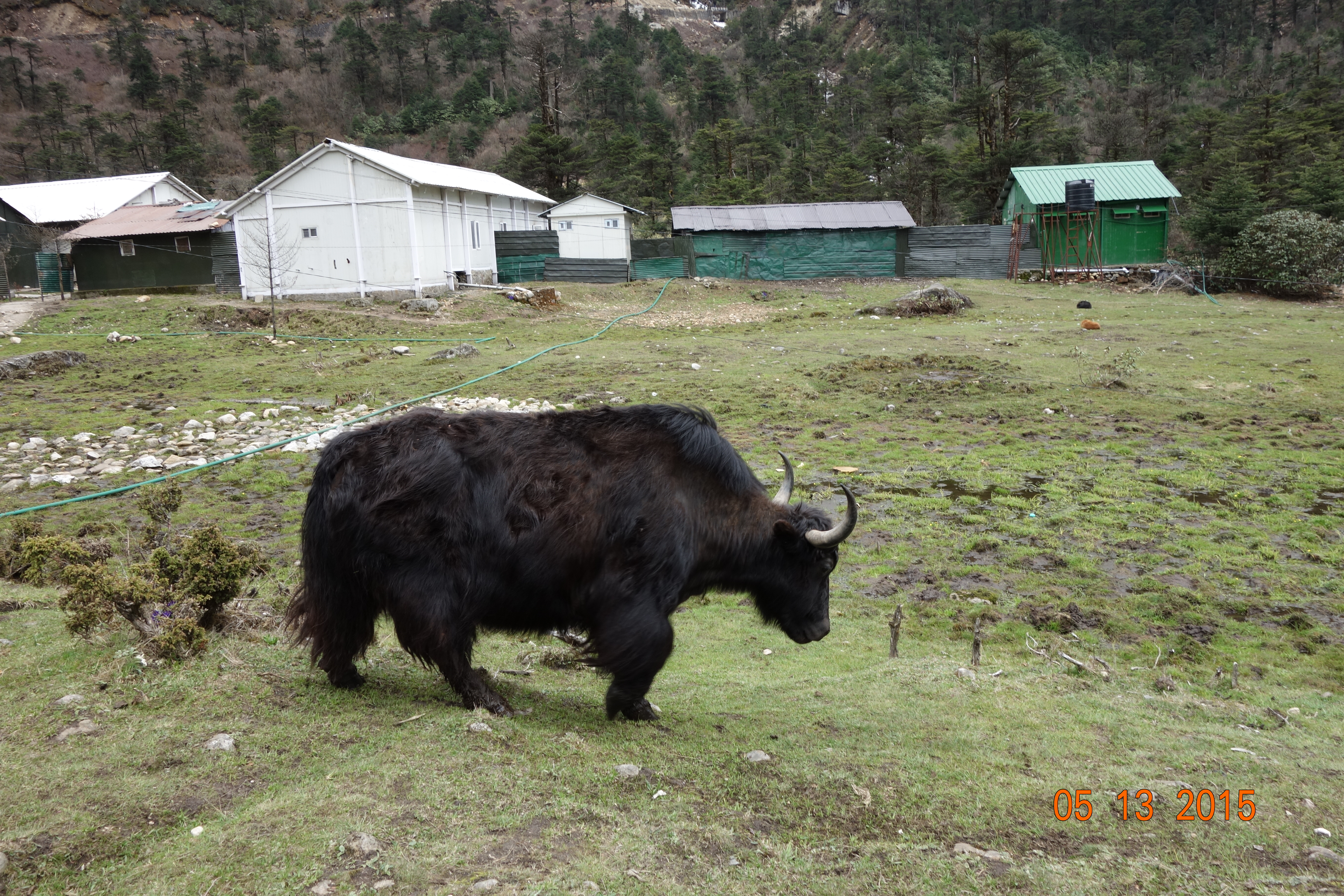
Yack au lac Sangestar Tso, près de Tawang.

L'Arunachali est un animal au pelage variable, mais le noir est la couleur la plus courante. Les autres couleurs peuvent varier du brun clair au brun sombre ; des animaux pies sont aussi présents (noir et blanc ou brun et blanc). Le mâle mesure en moyenne 111 cm au garrot ; la femelle 94 cm. Les deux portent des cornes noires incurvées pouvant mesurer jusqu'à 31 cm chez le mâle.
Le poids des animaux est fluctuant. Faisant des réserves pour l'hiver, le mâle pèse en moyenne 416 kg (pour un maximum de 440 kg) et la femelle 261 kg (pour un maximum de 273 kg) à la fin de l'été. À la sortie de l'hiver, les animaux ont perdu entre 20 et 30 % de leur poids ; le mâle tombe à 315 kg et la femelle à 206 kg.
Il peut survivre jusqu'à une température atteignant les - 40 °C.

## Élevage et production
Cette race est élevée par les Monpa, peuple pastoral de la région. Traditionnellement, les troupeaux sont menés en élevage extensif. L'éleveur monte les animaux dans les pâturages d'été lors de transhumances et redescend les animaux pour l'hiver près du village. D'autres sont élevés dans des fermes,.
Les problèmes sanitaires les plus couramment rencontrés sont le parasitisme (tiques, vers helminthes), la fièvre aphteuse, la diarrhée. En raison de services vétérinaires insuffisamment développés, les éleveurs soignent eux-mêmes leurs animaux par automédication à base de plantes. 
Le taureau est mature sexuellement à 24 mois mais n'est mis à la reproduction qu'à partir de 34 mois. La femelle est mature à 34-36 mois. La gestation dure 263 jours et à la naissance, le veau pèse entre 13 et 14 kg. Les jumeaux sont rares (moins de 0,5 % des naissances). Des problèmes de rétention placentaire sont parfois observés chez cette race.
La femelle du yack produit en moyenne 1 kg de lait par jour, avec un maximum pouvant monter à 1,6 kg. Mais sa période de lactation est courte, avec une moyenne de 180 jours pour une production de 185 kg.  
Les animaux sont tondus tous les 12 à 18 mois. Un animal peut fournir jusqu'à 1,5 kg d'une fibre mesurant entre 50 et 100 μm de diamètre. 
Les mâles ne servant pas à la reproduction sont castrés et servent d'animaux de travail (selle et bât) pendant 10 à 12 ans. Pour les animaux portant des charges, des Dzo seront parfois privilégiés.

## Reconnaissance et menaces
L'Arunachali est reconnu comme race par le gouvernement indien en janvier 2018. En 2022, c'est la seule race de yack officiellement enregistrée.
Lors du recensement de 2012, la population de yacks de l'Arunachal Pradesh est estimée à un peu moins de 14 000 têtes. Cette population est en diminution en raison de plusieurs facteurs : réchauffement climatique, abandon de l'élevage traditionnel par la jeune génération d'éleveurs cherchant un travail moins pénible, absence d'appui du gouvernement, manque de sélection (consanguinité, hybridation avec le bétail).